# Шолаксай (Атырауская область)
Шолаксай (каз. Шолақсай) — село в Кзылкогинском районе Атырауской области Казахстана. Входит в состав Сагизского сельского округа. Код КАТО — 234853600.

## Население
В 1999 году население села составляло 223 человека (119 мужчин и 104 женщины). По данным переписи 2009 года, в селе проживало 110 человек (58 мужчин и 52 женщины).